# Fastrac (motor de foguete)
O Fastrac (ou MC-1) é um motor de foguete de combustível líquido alimentado por bombas, desenvolvido pela NASA para uso em foguetes descartáveis pequenos e baratos. O Fastrac usa RP-1 e LOX como propelentes num ciclo gerador de gás.